# Kazimiera Królikowska
Kazimiera Królikowska (ur. 1843 w Warszawie, zm. 10 marca 1924 tamże) – uczestniczka powstania styczniowego.

## Życiorys
Była nauczycielką. Należała do kobiecej organizacji patriotycznej, tzw. piątek. W Warszawie pełniła rolę kurierki.
W 1930 została pośmiertnie odznaczona Krzyżem Niepodległości.
Pochowana na Cmentarzu Powązkowskim w Warszawie.